# Netelia aestiva
Netelia aestiva är en stekelart som beskrevs av Konishi 1991. Netelia aestiva ingår i släktet Netelia och familjen brokparasitsteklar. Inga underarter finns listade i Catalogue of Life.